# OverBlood
OverBlood (オーバーブラッド, ŌbāBuraddo) est un jeu vidéo de science-fiction développé par Riverhillsoft et édité par Electronic Arts pour la PlayStation. Le jeu est sorti sur le PSN japonais le 23 février 2011.
Il est considéré comme l'un des tout premiers survival horror utilisant des décors et un environnement en trois dimensions[réf. nécessaire].

## Histoire
L'histoire prend place dans le centre de recherche caché des Laboratoires Lystra, où une équipe de scientifiques mène des expériences génétiques controversées.
Le jeu commence lorsqu'un dysfonctionnement du système libère le protagoniste, Lars Karcy (Raz dans les versions non-européennes), d'un conteneur cryogénique. Frigorifié et confus, il se réveille amnésique. Les inquiétudes concernant son identité sont rapidement remplacées par un besoin urgent de s'échapper, alors qu'il révèle le plan des scientifiques et son rôle dans celui-ci.

## Système de jeu
À la fois jeu d'aventure et survival horror, OverBlood incorpore des énigmes mais également des éléments de combat.
Le joueur va principalement jouer avec Lars mais pourra permuter avec deux personnages rencontrés au cours de l'histoire.
Au cours de celle-ci, le joueur récupérera différents objets nécessaires à sa progression. Le jeu ne comprend qu'une seule arme, mais le héros à la possibilité de se battre à mains nues.
Le personnage se déplace en tank controls. Il est suivi en vue à la troisième personne au travers de caméras à position fixe, mais centrées visuellement sur le joueur.
Le joueur peut changer la caméra entre la troisième et la première personne, qui aide à résoudre les différentes énigmes du jeu.

## Critique
Une critique du jeu a été rédigée par le magazine américain GameFan, où les similitudes du jeu avec Resident Evil ont été rejetées et des comparaisons solides ont été établies à la place avec Doctor Hauzer pour lequel Overblood (créé par la même équipe de développement) sert de successeur spirituel. Le jeu a été critiqué pour l'apparence des personnages, leurs mouvements irréalistes, et l'intrigue globale. Le jeu a reçu un faible score pour le gameplay et les contrôles, avec une note de 220/300.
En France, le magazine Joypad a noté le jeu 80/100 dans leur parution de juin 1997.

## Suite
En 1998, une suite nommée OverBlood 2 est sortie au Japon, puis en 2001 en Europe. Le titre n'a jamais été distribué aux États-Unis.
Cet épisode se déroule en 2115 dans la ville d'East Edge. Les joueurs contrôlent le personnage Acarno Brani, qui est arrivé dans la ville pour participer au "Junk Blading". Il aide un vieil homme qui a été attaqué dans un héliport et continue de jouer un rôle important dans l'avenir de la planète.